# Blahousty
Blahousty (německy Blahussen) jsou vesnice, část obce Erpužice v okrese Tachov v Plzeňském kraji. Nachází se 3,5 kilometru východně od Erpužic. Je zde evidováno 156 adres. V roce 2011 zde trvale žilo 21 obyvatel.
Blahousty jsou také název katastrálního území o rozloze 2,76 km².

## Historie
První písemná zmínka o vesnici pochází z roku 1247.

## Obyvatelstvo
| Rok            | 1869 | 1880 | 1890 | 1900 | 1910 | 1921 | 1930 | 1950 | 1961 | 1970 | 1980 | 1991 | 2001 | 2011 | 2021 |
| -------------- | ---- | ---- | ---- | ---- | ---- | ---- | ---- | ---- | ---- | ---- | ---- | ---- | ---- | ---- | ---- |
| Počet obyvatel | 104  | 111  | 113  | 97   | 96   | 102  | 98   | 60   | 71   | 47   | 18   | 7    | 12   | 21   | 33   |
| Počet domů     | 19   | 20   | 18   | 20   | 20   | 18   | 19   | 18   | 18   | 16   | 10   | 9    | 9    | 11   | 12   |

## Obecní správa
Při sčítání lidu v letech 1850–1959 Blahousty byly samostatnou obcí v okrese Tachov. Od roku 1960 jsou částí obce Erpužice v okrese Tachov.

## Další fotografie

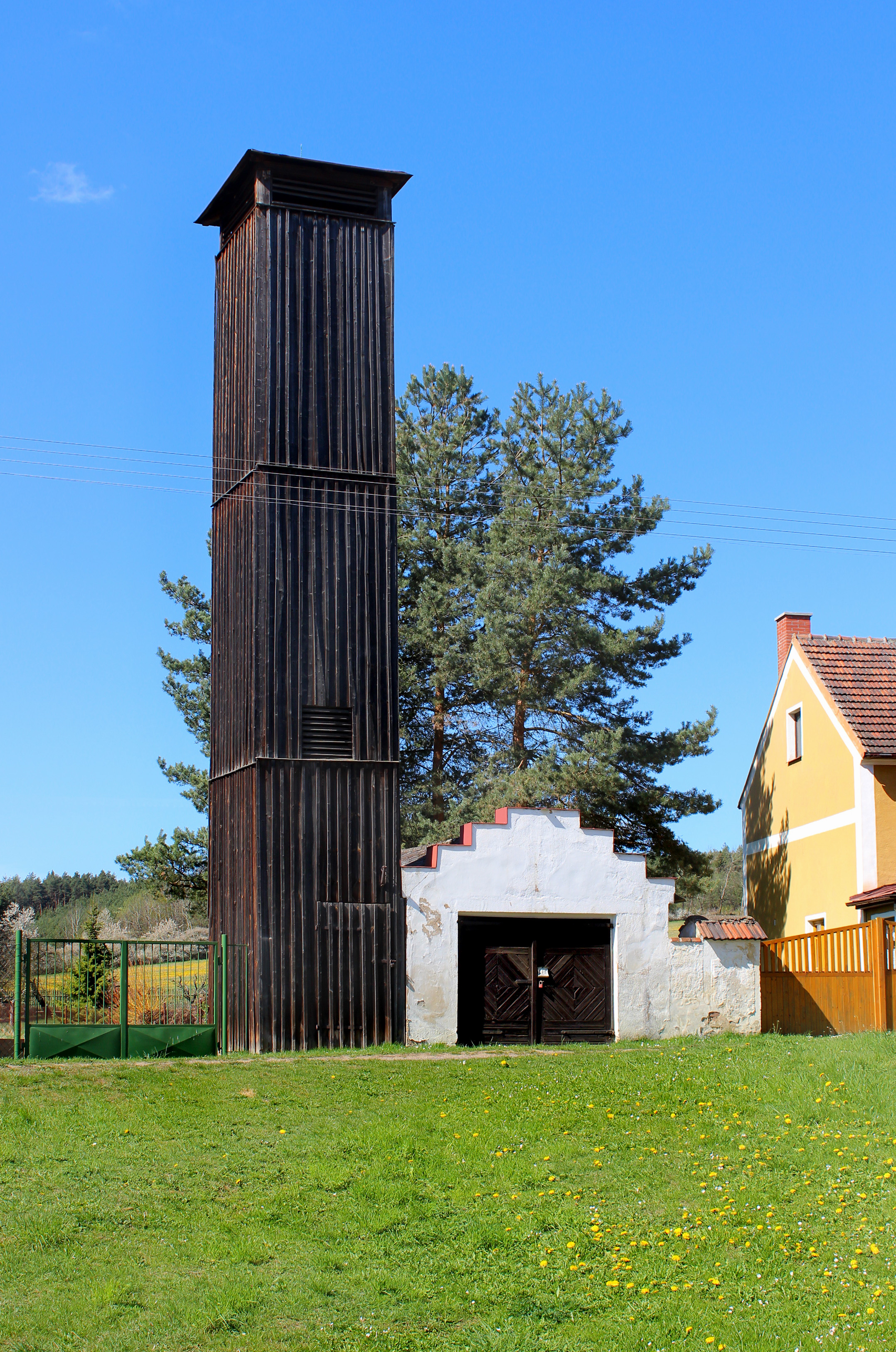
Bývalá hasičárna s neobvyklou věží
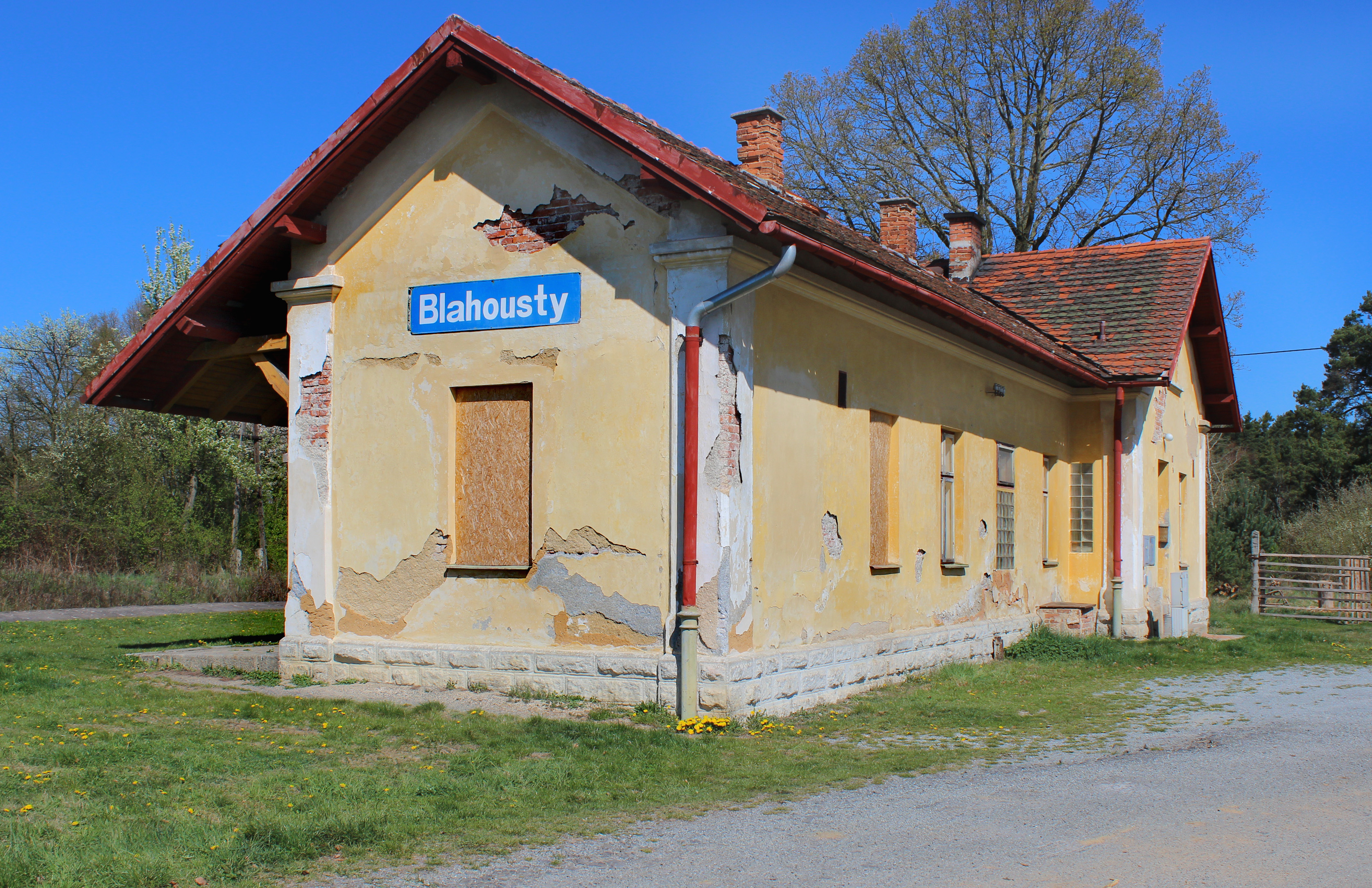
Vlaková zastávka na východ od vsi
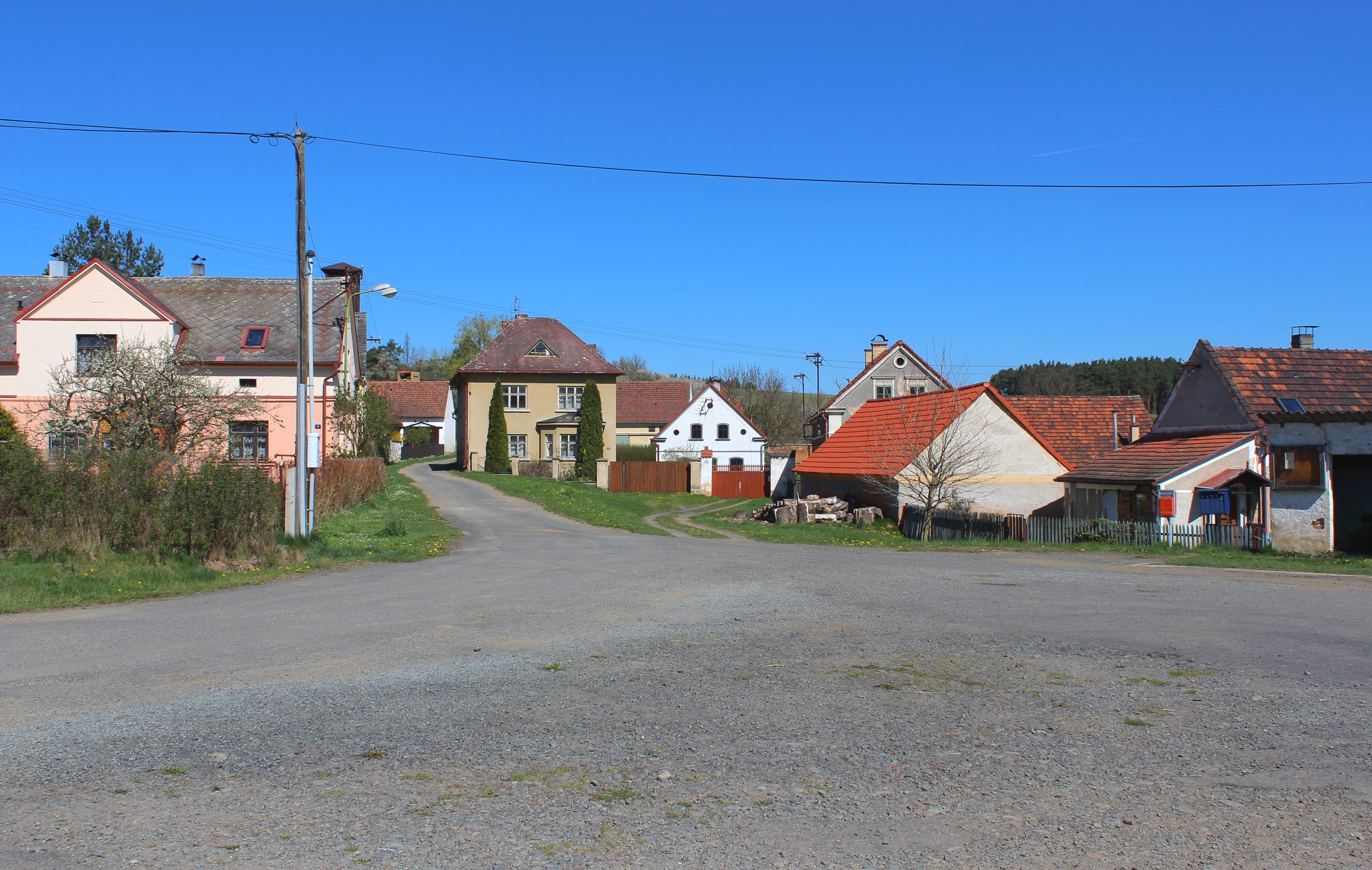
Náves
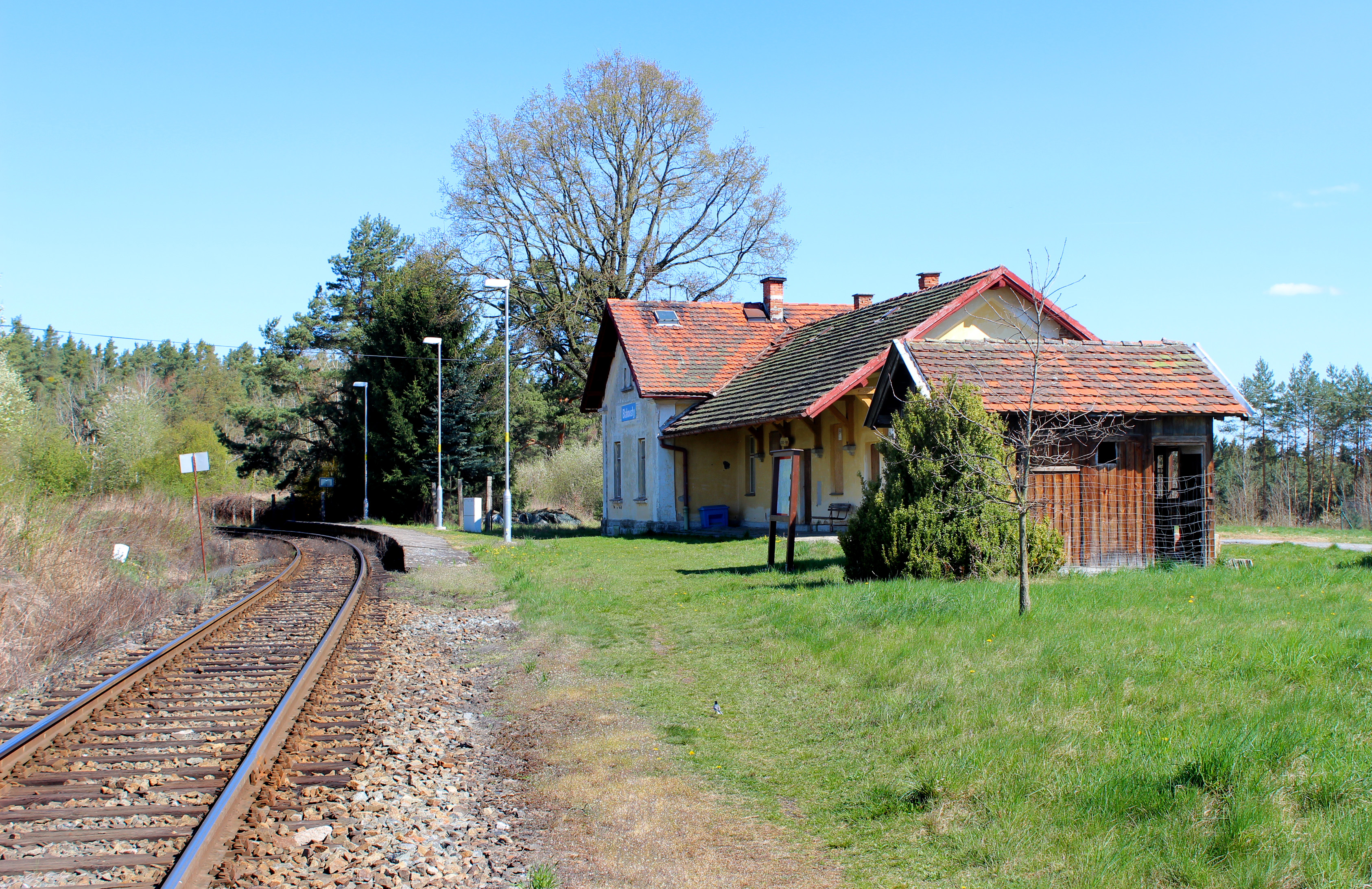
Železniční zastávka Blahousty